# جوني باكار
جوني باكار (بالإنجليزية: Johnny Pacar)‏ هو مغني وممثل أمريكي، ولد في 6 يونيو 1981 في الولايات المتحدة.

## أعمال

### مسلسلات
- فلايت توينتي ناين داون

## وصلات خارجية
- جوني باكار على موقع IMDb (الإنجليزية)
- جوني باكار على موقع إن إن دي بي (الإنجليزية)
- جوني باكار على موقع قاعدة بيانات الفيلم (الإنجليزية)